# Chapelle Saint-Michel de Clans
La chapelle Saint-Michel est une chapelle catholique située en France sur la commune de Clans, dans le département des Alpes-Maritimes en région Provence-Alpes-Côte d'Azur.
Elle fait l'objet d'un classement au titre des monuments historiques depuis le 3 janvier 2000.

## Localisation
La chapelle est située dans le département français des Alpes-Maritimes, sur la commune de Clans.

## Historique
Cette chapelle, édifiée au XVIe siècle à l'entrée du village, devait être destinée à le protéger de la peste. Le prieur de Roubion en commandite les fresques en 1513, elles sont signées d'Andréa de Cella.
L'édifice est classé au titre des monuments historiques le 3 janvier 2000.